# اوکتاسیلیو
اوکتاسیلیو (پرتغالی: Octacílio; ۲۱ نوامبر ۱۹۰۹ – ۲۶ فوریهٔ ۱۹۶۷) بازیکن فوتبال اهل برزیل بود.
از باشگاه‌هایی که در آن بازی کرده‌است می‌توان به باشگاه فوتبال بوتافوگو اشاره کرد.
وی همچنین در تیم ملی فوتبال برزیل بازی کرده‌است.